# Асенов връх
Асенов връх (на английски: Asen Peak) е покрит с лед връх с височина 810 m в Антарктика. Получава това име в чест на цар Асен (Иван Асен) I, 1190 – 1196, възстановил заедно със своя брат цар Петър IV независимостта на България и основал Второто Българско царство, и във връзка със селищата Цар Асен в Област Пазарджик, област Силистра и Област Търговище, Асен в Област Стара Загора, Асеново в Област Велико Търново, област Плевен и Област Ямбол, Асеновци, Асеновец, и Малко и Голямо Асеново, през 2004 г.

## Описание
Върхът се намира на 770 m юг-югозападно от Делчев връх, 860 m източно от връх Русе и 870 m на север-северозапад от Свети Евтимиев камък. Издига се над ледника Искър и залива Бруикс на северозапад, ледника Ропотамо на изток-югоизток и ледника Добруджа на юг.

## Картографиране
Българска топографска карта на върха от 2005 и 2009 г.

## Карти
- L.L. Ivanov et al. Antarctica: Livingston Island, South Shetland Islands (from English Strait to Morton Strait, with illustrations and ice-cover distribution). Топографска карта в мащаб 1:100000. София: Antarctic Place-names Commission of Bulgaria, 2005.
- Л. Иванов. Антарктика: Остров Ливингстън и острови Гринуич, Робърт, Сноу и Смит. Топографска карта в мащаб 1:120000. Троян: Фондация Манфред Вьорнер, 2009. ISBN 978-954-92032-4-0